# Улица Волонтёров (Чернигов)
Улица Волонтёров (укр. Вулиця Волонтерів) — улица в Деснянском районе города Чернигова. Пролегает от улицы Героев Чернобыля до улицы Алексеева, исторически сложившаяся местность (район) Яловщина.
Нет примыкающих улиц.

## История
Застраивалась в 1930-е годы.
Переулок получил название от соседней улицы Ворошилова — в честь российского революционера, Маршала Советского Союза, дважды Героя Советского Союза Климента Ефремовича Ворошилова.
19 февраля 2016 года улица получила современное название — в честь украинских волонтёров, согласно Распоряжению городского главы В. А. Атрошенко Черниговского городского совета № 54-р «Про переименование улиц и переулков города» («Про перейменування вулиць міста»).

## Застройка
Парная и непарная стороны улицы занята усадебной застройкой, парная сторона конца улицы — не застроена, берег реки Стрижень. Улица расположена в пойме реки Стрижень. 
Учреждения: нет.